# Aeoloplides elegans
Aeoloplides elegans är en insektsart som först beskrevs av Scudder, S.H. 1897.  Aeoloplides elegans ingår i släktet Aeoloplides och familjen gräshoppor. Inga underarter finns listade i Catalogue of Life.